# 卡馬圭
卡馬圭（西班牙語：Camagüey，西班牙語發音：[kamaˈ(ɣ)wej]）是加勒比海國家古巴的城市，也是卡馬圭省的首府，位於該國中部，建城於1515年，海拔高度95米，2004年人口324,921，是全國第三大城市。
2008年7月，卡馬圭舊城被聯合國教科文組織列為世界遺產。

## 登錄基準
该世界遗产被认为满足世界遺產登錄基準中的以下基準而予以登錄：
- （iv）关于呈现人类历史重要阶段的建筑类型，或者建筑及技术的组合，或者景观上的卓越典范。
- （v）代表某一个或数个文化的人类传统聚落或土地使用，提供出色的典范－特别是因为难以抗拒的历史潮流而处于消灭危机的场合。

## 外部連結
- Camagüey, Cuba: Essays, monographs, legends, poems, images （页面存档备份，存于）
- Madison-Camagüey Sister City Association
- Links to sites offering Casa Particular in Camaguey
- Camaguey City Map
- Historic Centre of Camagüey（页面存档备份，存于） by UNESCO
- Camagüey Pays Homage to Maceo and Che June 15, 2009
- Medicine & Health Anniversaries related to Camaguey （页面存档备份，存于） by Camagüeyanos
- The most important Camaguey Beach